# 金朝
金朝，国号大金（女真文： /amba-an antʃu-un/，转写：aisin gurun；1115年1月28日－1234年2月9日），是中國歷史上由女真人建立的一個朝代。女真人源自靺鞨，南部分支出自同属的高麗，原為遼朝的藩屬，女真人首領金太祖完颜阿骨打在統一女真諸部後，收國元年（1115）年於会宁府（今黑龙江省哈爾濱市阿城區）定鼎立國。大金立國後，與北宋定「海上之盟」向遼朝宣戰，於天會三年（1125年）灭辽，然北宋两次战辽皆败，金隨即撕毀與北宋之約，兩次南下中原，於天會五年（1127年）灭北宋。迁都中都時，領有華北地區以及秦嶺、淮河以北的華東地區，使南宋、西夏與漠北塔塔兒、克烈等政权和部落臣服而稱霸東亞。金朝佔據華北中原地區，以中國正統王朝自居，並逐漸以此為政權中心。因其滅北宋，金朝從意識形態上認為宋朝正朔已亡，不承認南宋為正統，並根據五德終始，五行相生的原則選取生自宋朝「火」德的「土」德為王朝德運。
金世宗與金章宗時期，金朝政治文化達到最高峰，然而在金章宗中後期逐漸走下坡。金兵的戰鬥力持續下降，即使統治者施以豐厚軍餉也無法遏止。女真人與漢族的關係也一直沒有能夠找到合適的道路。金帝完顏永濟與金宣宗時期，金朝受到北方新興大蒙古國的大舉南侵，內部也昏庸內鬥，河北、山東一帶民變不斷，最終被迫南迁汴京（今河南开封）。而後為了恢復勢力又與西夏、南宋交戰，彼此消耗實力。天興三年（1234年），金朝在蒙古和南宋南北夾擊之下滅亡。
收國元年（1115年），完顏阿骨打稱帝時對群臣說：「遼以賓鐵為號，取其堅也。賓鐵雖堅，終亦變壞，唯金不變不壞。」於是，以“大金”為國號，望其永遠不變不壞也。一说女真兴起于金水，「上京路，即海古之地，金之旧土也。国言金曰按出虎，以按出虎水源于此，故名金源，建国之号，盖取诸此。」按出虎亦曰阿之古，阿之古亦称阿古，为谓之乌古。按出虎亦曰按春，“按春曰金”，故国号名金，在部份文献中，“金源”因此成為金朝的代稱，亦有現代學者研究認為，「金」實為女真的漢譯，大金國意同「女真國」。
金朝作為女真族所建的新興征服王朝，其部落制度的性質濃厚。初期採取貴族合議的勃極烈制度。而後吸收遼朝與宋朝制度後，逐漸由二元政治走向單一漢法制度，使金朝的政治機制得以精簡而強大。軍事方面採行軍民合一的猛安謀克制度，其鐵騎兵與火器精銳，先後打敗許多強國。經濟方面大多繼承自宋朝，陶瓷業與煉鐵業興盛，對外貿易的榷場掌控西夏的經濟命脈。女真貴族大肆占領華北田地，奴役漢族，使得雙方的衝突加劇。當金朝國勢衰退時，漢族紛紛揭竿而起。
金朝在思想文化方面也逐漸趨向漢化，中期以後女真年輕人改漢姓、著漢服的現象普遍，金廷屢禁不止。儘管金世宗積極倡導學習女真字、女真語，但仍無法挽回女真漢化的趨勢。雜劇與戲曲在金朝得到相當的發展，已盛行以雜劇的形式作戲。金代院本的發展，為後來元曲的雜劇打下了基礎。醫學與數學都有長足的發展，金元四大家的學說為中醫發展產生重要的影響，天元術的精進與《重修大明曆》的修編為後來元朝數學帶來重要的影響。

## 历史

### 興起與滅遼

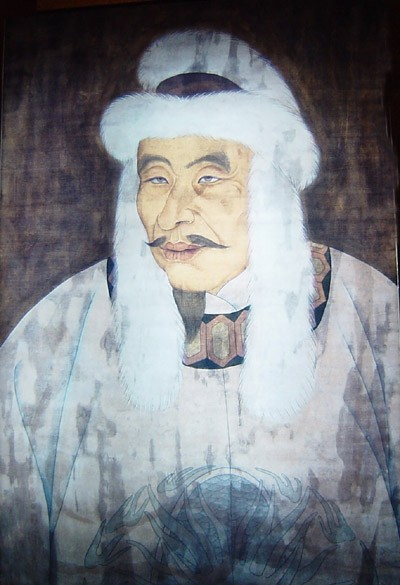
金朝的創始者，金太祖完顏阿骨打

金朝是由東北地區的女真族所建立，人民以渔猎为生。唐朝时称為靺鞨，五代時有完颜部等部落，臣屬於渤海國。遼朝攻滅渤海國後，收編南方的女真族，稱為熟女真，北方則是生女真。遼朝晚期朝政混亂，天祚帝昏庸無能，辽廷不停的索求貢品，並且鱼肉女真百姓。1112年天祚帝赴春州與女真各族的酋長聚會時對完颜阿骨打等酋長不敬，使完颜阿骨打有意反抗遼廷，他隨後出兵統一女真族各族。1114年完颜阿骨打向遼宣战，隨後在宁江和出河店之戰兩戰擊敗遼軍。阿骨打于隔年一月在“皇帝寨”（即後來的上京会宁府，今黑龙江省哈尔滨市阿城区南之白城）称帝建国，即金太祖，国号大金。遼帝天祚帝至此才重視此事，並且下令親征，但是遼軍被女真軍擊敗，同時遼朝國內發生耶律章奴與高永昌的叛亂。
金太祖建国後以辽五京为目标兵分兩路展開金滅遼之戰。天祚帝曾嘗試冊封金太祖為東懷國皇帝試圖安撫，但冊文不稱完顏旻為兄長、國號不稱大金，故他不接受冊封，繼續攻打遼朝。
1116年五月東路軍佔領東京遼陽府，1120年西路軍攻陷上京臨潢府，遼失去一半的土地。戰事期間北宋陸續派使者馬政、趙良嗣與金朝定下海上之盟，聯合攻打遼朝。1122年東路軍攻下中京大定府，天祚帝逃亡沙漠。同時西路軍也攻下西京大同府(今山西省大同市)，耶律大石立耶律淳於燕京(南京析津府)，即南遼。北宋也派童貫等人多次率軍北伐遼南京與燕云十六州，但均被遼軍擊潰。北宋最後請金軍攻下遼南京，南遼亡，至此遼五京均攻下。宋金雙方經過協商後，金軍給予燕云十六州部分城市，並且獲得歲幣，然而北宋最後只獲得金軍洗劫後的一堆空城。1123年金太祖去世，其弟完顏吳乞買繼位，即金太宗。金太宗繼續討伐大同一帶的遼軍。1124年正月，金太宗为了聯合西夏滅遼，把下寨以北、阴山以南的遼地割给西夏。西夏則改对金朝称藩。1125年遼天祚帝被俘，遼朝亡。而耶律大石率軍西行，於西域建立西遼。
然另有一说认为《金史》记载的金朝开国史不真实，阿骨打起兵后可能于1117年或1118年建立了“女真国”，1122年才将国号改为大金。

### 征宋與和談

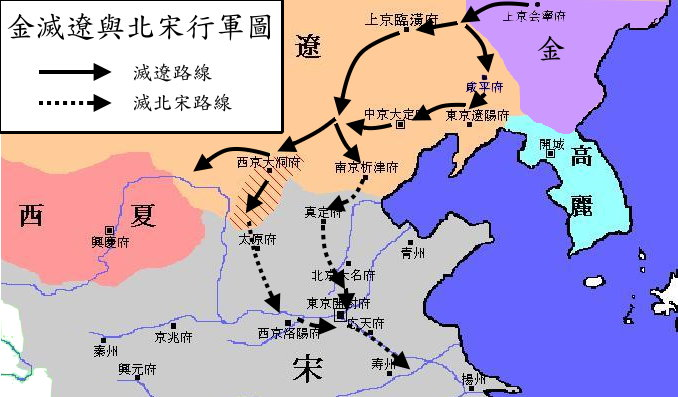
金滅遼與北宋形勢圖

金朝在滅遼朝後，即有意南下滅宋朝。金太宗藉由燕云十六州的平州之變為由宣布毀約，於1125年發動金滅宋之戰。當時由於在宋朝宣和伐遼之時，宋朝軍隊為了方便行軍，毀壞了曾經在宋遼在河北邊境上種植的防禦林，所以金兵南下時從此攻入，沒有收到阻擋。他派勃極烈完顏斜也為都元帥，完顏宗望、完顏宗翰兵分河北、山西兩路，最後會師北宋首都开封。在宋將李綱死守開封的情況下，雙方簽下宣和和議。1126年金太宗以宋廷毀約為由，再派完顏宗望、完顏宗翰兵分二路攻破开封，於隔年俘虏宋徽宗、宋钦宗等宋朝皇室北歸，史稱靖康之禍，北宋灭亡。然而北宋康王趙構因機運逃過，並於宋朝南京歸德府（今河南商丘）稱帝建國南宋，即宋高宗。金朝為了統治廣大新占領的漢地，先後建立張楚與劉齊等傀儡國以統治之，並且多次派完顏宗弼等金將率軍南征南逃江南的宋高宗。然而南宋在宋將岳飛、韓世忠與張浚的努力下，屢次使南宋轉危為安。最後金朝只好迫使南宋稱臣，並且讓西夏、高麗等國臣服以稱霸東亞。
1135年金太宗去世，由金太祖的孫子完顏亶即位，即金熙宗。當時輔佐金廷的一些功臣被稱為衍慶功臣，他們左右朝政，主要分成主戰派與主和派。金熙宗於1137年廢除劉齊，聽從主和派完顏撻懶的建議與宋高宗和投降派秦檜議和，歸還河南、陝西地給南宋。這讓主戰派完顏宗弼不滿，他於1140年率軍奪回河南、陝西地。隔年還再度南征南宋，但被岳飛與劉錡擊敗。岳飛於郾城之戰後再度逼近汴京，至此完顏宗弼也接受與南宋合談。金宋兩國在岳飛被殺後簽訂紹興和議，至此雙方邊界大致底定。金熙宗自幼受漢文化薰陶，登基後與完顏宗弼推動漢制改革，並且重用漢人。隔年派衍慶功臣的完顏宗磐、完顏宗幹和完顏宗翰三人共同總管政府機構，「並領三省事」。金朝官制已經漢化，建立以尚書省為中心的三省制。1150年金熙宗受衍慶功臣與皇后的控制，本人被過度壓抑，後期不理朝政，濫殺無辜，最後被右丞相海陵王完顏亮所殺，完顏亮自行稱帝，史書稱為海陵王。
金废帝完顏亮為了攻伐南宋以統一中國地區，推行許多措施：他將首都遷至燕京，是為中都（今北京市），並且有意南遷汴京（今河南省開封市）；將行政區劃重新劃分成十四路以便於管理；把驻扎上京會寧府（今黑龙江省哈尔滨市阿城区南之白城）属于金太宗、衍慶功臣的完顏宗幹與完顏宗翰管辖下的军队歸金廷管制，為金朝的中央集權制打下基礎。然而金帝完顏亮對宗室猜忌甚深，金太宗的後代差不多全被完顏亮殺盡；並且耗費鉅資，不顧部分大臣的反對，執意南征。1161年5月，金廷遣使赴宋要求重劃國界，意在尋釁，南宋也開始積極備戰。隔年金帝完顏亮率大軍由汴京兵分四路南征。東面軍分成海路跟陸路兩股，陸路軍由金帝完顏亮親自率領，自宿州（今安徽省宿州市）渡過淮水直攻和州（今安徽省和縣），海路水軍則直攻臨安（今浙江省杭州市）。西路分別自关中、河南攻向四川及湖北一帶。金東路軍渡淮水，攻陷和州準備渡江。然而東路水軍在膠西（今山東省膠州市）被宋將李寶的水軍殲滅。同時間西北契丹族叛變，鎮守東京遼陽府的葛王完顏雍自立為帝，並移居燕京（今北京市），即金世宗。金帝完顏亮遇到此情形仍然執著渡江，但是先遣部隊在采石之战被宋將虞允文擊敗，船艦也被宋軍燒毀。金帝完顏亮意圖移師揚州強渡長江，但是部下大力反對，最後發動兵變殺死金废帝完顏亮。宋軍趁機收復淮南地區，此後金朝不再企圖滅亡宋朝。

### 世章治世

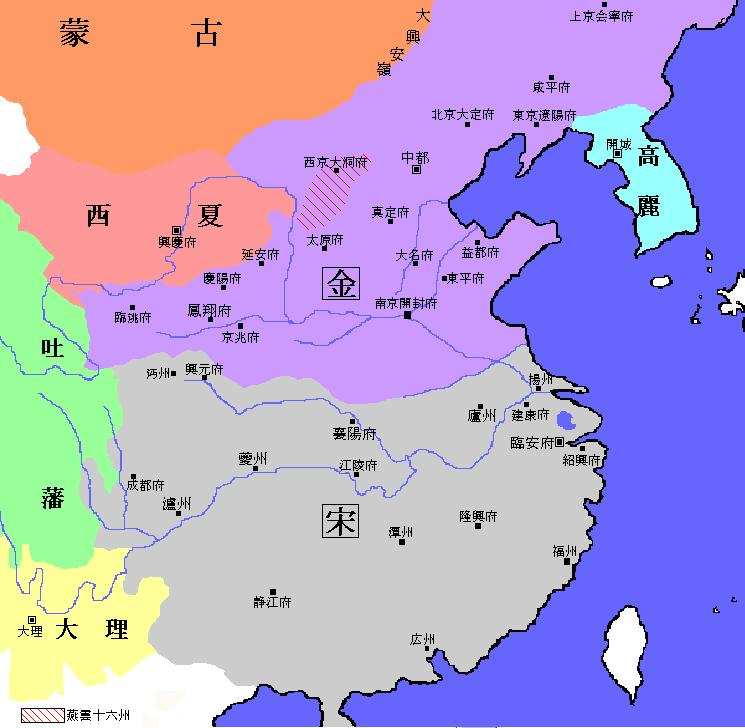
金朝與南宋、西夏、大理、蒙古形勢圖

1161年金世宗舉兵後昭告金帝完顏亮罪過，率軍統一華北，並不再企圖滅亡南宋。然而宋金之间的戰爭却並未終止，1162年他以南宋不願稱臣為由，派主將僕散忠義進駐汴京、紇石烈志寧鎮守前線，準備奪回淮南地區。此時南宋宋孝宗意圖收復失地，派主將張浚率領李顯忠、邵弘淵率軍北伐，史稱隆興北伐。宋軍陸續收復淮北各地，但於符離的符離之戰被紇石烈志寧擊潰而被迫终止。而後南宋主和派抬頭，於1164年金軍再度南征之際再次求和，兩國於年底簽定合約，雙方平等對待，金朝獲得歲幣。內政方面，金世宗本身十分樸素，採取中庸穩固的方式管理朝政，提倡儒學；查問細微以激勵官吏，嚴禁貪污；對經濟採取務實的態度，並且免除不合理的賦稅，若有天災發生，立即救濟賑災。當時各族人民紛紛起義，他為了維持統治，利用科舉、辦學等制度，爭取漢族貴族支持，又加強猛安、謀克權力，并擴大女真族佔有的土地。這些都使金朝的經濟、文化都得到了一定程度的恢復和發展，史稱大定之治。金世宗除了抵禦南宋北伐，還出兵威震懾西夏、高麗，使這兩國臣服金朝，被金史稱為小堯舜。1189年金世宗死後，由於太子完顏允恭早逝，故立允恭之子完顏璟即位，是為金章宗。
金章宗前期政治漢化甚深，文化十分發達，史稱明昌之治。金章宗不單對國內文化發展加以獎勵，他本身亦能寫得一手好字。然而金章宗過度重視文化發展，寵愛李師兒（後封元妃）以及李氏外戚，任用經童出身的胥持國管理朝政。這兩位互相協助，營利干政，使金章宗後期的政風逐漸敗壞，而黄河氾濫與改道又使金朝國勢開始衰退。此時金朝軍事逐漸荒廢。金朝「盛平日久，兵日益驕，民日益貧，而奢靡之風日盛」
北方蒙古諸部兴起。金章宗曾派兵至蒙古減丁，並且誘使互相殘殺，但成效不大，最後由成吉思汗所統一。南宋權臣韓侂冑見金朝國勢衰退，命吳璘之孙吳曦管理蜀地，準備北伐，而金廷也派仆散揆坐鎮汴京，抵禦宋軍。1206年韓侂冑發動開禧北伐，宋軍一度收復淮北地區，但是鎮守蜀地的吳曦投降金朝。八月仆散揆率軍九路南下，年底金兵直逼長江，並且圍攻襄陽。隔年吳曦被殺，四川復歸南宋，至此雙方有意議和。韓侂冑最後在金朝與南宋的要求下被殺，雙方於1208年議和，史稱嘉定和議。1208年金章宗逝世，由於他的六個兒子都在三歲前夭折，李元妃立金章宗的叔父衛王完顏永济繼位，史稱衛紹王。

### 中衰與南遷

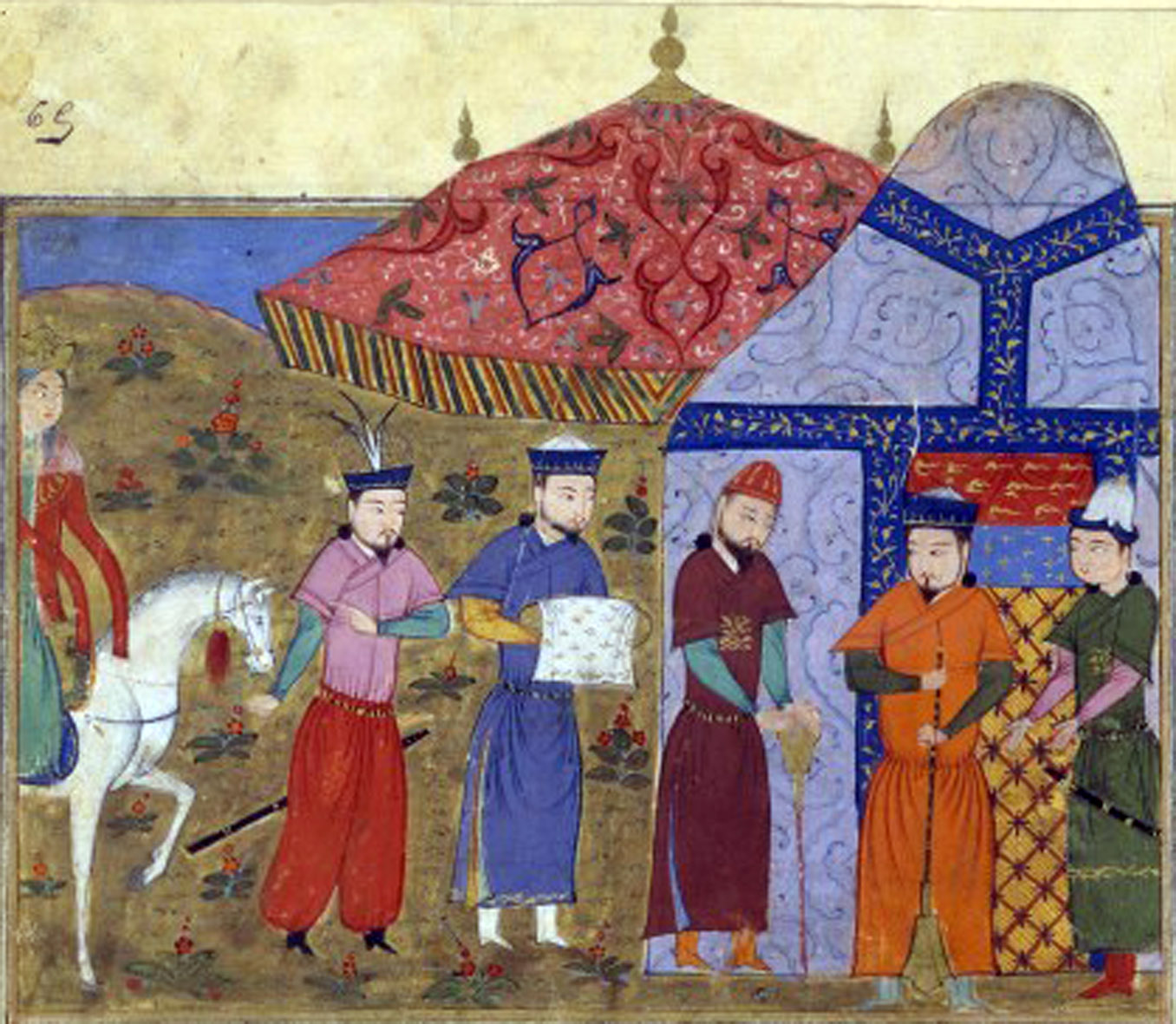
金宣宗為了與蒙古和談以解中都之圍，1214年將金帝完顏永濟的女兒岐国公主（圖中左邊馬上的人物）送給成吉思汗和親，而後蒙古退回漠北地區。本圖出自《史集》

金帝完顏永濟繼位後立即清除李元妃等外戚勢力，然而本身昏庸且任用錯人，加上金朝國力衰退混亂，面對蒙古入侵時無力反抗。1206年蒙古部成吉思汗（元太祖）統一大漠南北，建立大蒙古國。當時蒙古族對金朝保持嚴重的敵意，有意脫離金廷控制，而成吉思汗也知道完顏永濟是個無能之輩，認為這是攻滅金朝的好時機。成吉思汗先攻打西夏以拆散金夏同盟，避免在伐金時被其牽制。當時西夏向金廷求援，金帝完顏永濟以鄰國遭攻打為樂而坐視不救，最後西夏向蒙古臣服，並且轉為附蒙伐金。消除後顧之憂後，成吉思汗於1210年與金廷斷交。隔年發動蒙金戰爭，於野狐嶺戰役大破丞相完顏承裕與將領完顏九斤率領的四十萬金軍，金帝完顏永濟將丞相換成擅長謀略的徒單鎰。蒙古軍隨後攻入華北並四處掠奪，最後包圍金廷首都中都（今北京市），因中都城堅而撤。1212年成吉思汗再次南征金朝，一度包圍金西京大同府。同年契丹人耶律留哥在東北叛金附蒙，並在迪吉腦兒（今辽宁昌图附近）擊敗金兵，蒙古軍再次逼近中都。1213年將領胡沙虎殺金帝完顏永濟，胡沙虎擁立金章宗的庶兄完顏珣繼位，是為金宣宗。
1213年金宣宗繼位之初，胡沙虎執金朝大權。胡沙虎威脅中都守將朮虎高琪作戰不力，最後反被其所殺。同年秋成吉思汗兵分三路攻金，他派皇子朮赤經略山西、皇弟合撒兒往河北，他與幼子拖雷往山東進攻，金廷只有中都、真定、大名等十一城未失。隔年金宣宗求和，獻黃金與岐国公主與成吉思汗，蒙金和議达成。在蒙軍撤退後，金宣宗不顧徒單鎰等反對，與朮虎高琪遷都汴京 ，僅派太子鎮守中都，引來河北軍民不安。1215年蒙古以金帝南遷為由，再度率軍攻陷中都，至此占領河北地區。同年十月，蒲鮮萬奴在遼東自立，建東真國。此時金朝龍興之地被蒲鮮萬奴與耶律留哥瓜分，山東與河北一帶都是民變的紅襖軍，金廷只能控制河南、淮北與關中一帶。當時河患泛濫成災，黃河自從金室南遷後改道，流向東南。河患的範圍非常廣泛。

### 亡國蔡州

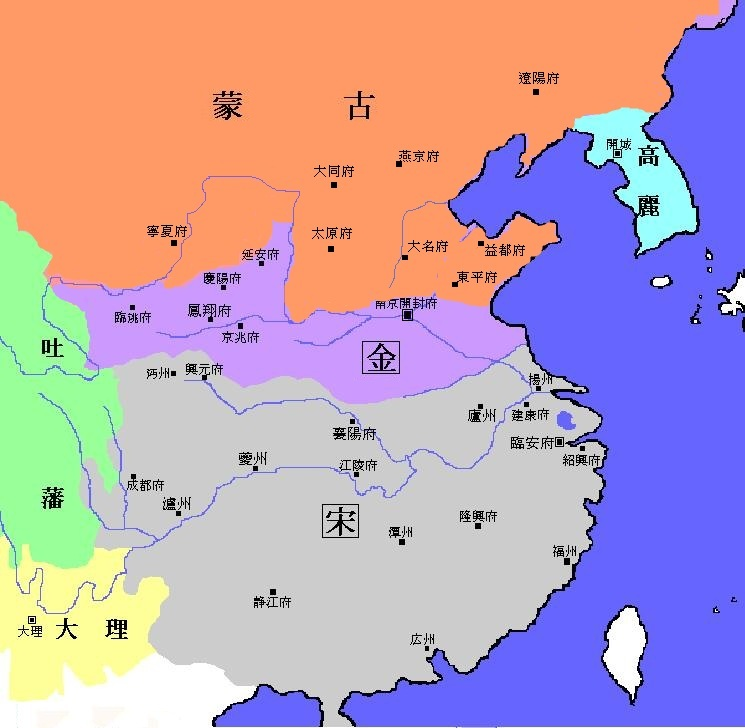
1227年金朝與蒙古、南宋、大理形勢圖，本年西夏亡國，金朝只剩河南地與關中

金宣宗南遷之後國勢益弱，蒙古已經取代金朝稱霸東亞，由於成吉思汗與花剌子模發生糾紛而發動西征，他派木華黎統領漢地，封为“太师国王”，持續威脅金朝，金朝至此終於得以喘息。雖然金宣宗想要重振金朝，但無雄才大略，且又猜忌成性，政治上並無起色。1219年太原失守，金廷建立河北九公，封立王福、移剌眾家奴、武仙等九人為公，賜號「宣力忠臣」，打算以之堅守國土，但仍然無濟於事。金宣宗任用术虎高琪，他苛刻成性，接連南征南宋、西征西夏以擴張領土，並且持續抗击蒙古。此時金朝內政不良，軍力已衰，經過多次戰爭後又使金朝處於四面楚歌的局勢。1219年朮虎高琪被金宣宗殺死，戰事直到金宣宗駕崩以後才平息。1224年金宣宗逝世，由於其長子早逝，故由次子完顏守緒繼位，即金哀宗。
金哀宗即位後，鼓勵農業生產，與南宋、西夏和好。建立直屬中央的忠孝軍，任用完顏陳和尚等抗蒙名將，於1228年大昌原之戰（今甘肅寧縣）擊潰蒙古軍。而後金軍收復了不少土地，讓金朝起死回生。然而其盟國西夏因為之前的戰爭使得國力衰落，最後在1227年被西征回來的蒙古所滅。同年成吉思汗去世，1229年正式由三子窩闊台繼任，史稱元太宗。此後蒙古再度對付金廷，1230年窩闊台汗發動三路伐金，窩闊台汗率大軍渡黃河直攻汴京，斡陈那颜率東路軍走濟南，四弟拖雷率西路軍自漢中借宋道沿漢水攻打汴京。1232年拖雷成功迂迴至汴京，金哀宗派完顏合達、移剌浦阿率大軍阻擊於鄧州。此時窩闊台汗率大軍渡河，並派速不臺攻汴京。而完顏合達急率軍北援汴京，與拖雷率領的蒙軍於三峰山（今河南禹州市東南）發生三峰山遭遇戰，金軍精銳潰敗，名將張惠、完顏合達、完顏陳和尚與移剌浦阿先後死亡。蒙軍圍攻汴京，迫使金哀宗求和。而後金廷殺蒙古使者，蒙古再度圍攻汴京。金哀宗堅持至年底放棄，南逃歸德（今河南商丘市），汴京守將崔立投降。蒙將史天澤一路緊追不捨，金哀宗逃往蔡州，蒙軍約宋將孟珙、江海率軍與糧食聯合圍攻。1234年正月蔡州岌岌可危，金哀宗不願當亡國之君，也自认为肥胖不能骑马难以突围，將皇位傳給統帥完顏承麟，史稱金末帝。哀宗认为末帝身手矫健有将略，如果侥幸突围，可以延续国祚。蔡州城陷后，金哀宗自杀，金末帝死於亂軍中，金朝亡。金亡後，被南宋俘虜不屈近十四年的漢臣畢資倫聞訊投水自盡，少數漢臣以遺老自居，入元不仕，如王若虛、元好問等。

## 疆域與行政區劃
金朝自金太祖立國以來，接連不斷對遼朝、宋朝、西夏與高麗發動侵略戰爭。金太宗時，金朝先後攻滅遼朝與北宋，其疆域東到混同江下游吉里迷、兀的改等族的居住地，直抵日本海；北到蒲與路（今黑龙江克东县）以北三千多里火鲁火疃谋克（今俄罗斯外兴安岭南博罗达河上游一带），西北到河套地区，與蒙古部、塔塔兒部、汪古部等大漠諸部落為鄰；西沿泰州附近界壕與西夏毗鄰。南部與南宋以秦岭淮河為界，西以大散关与宋为界。金朝疆域可分成三個部分，第一個是原遼朝統治的東北區域與漠南地區，這是金朝龍興之地，包括女真各部落的住地，還有契丹、奚、渤海以及五國部、吉里迷、兀的改等各族。金朝建國之初，對此一概搬用生女真舊制。如1116年金太祖佔有遼東京州縣以後，「詔除遼法，省稅賦，置猛安謀克一如本朝之制」。即不管是遼籍女真族、漢族、渤海族、契丹族或是奚族，全都以猛安謀克制度（即千夫百夫的制度）劃分管理。第二個是遼上京臨潢府以南，直到河北、山西等燕雲十六州，這裡居民主要是漢族，長期以來受異族統治，而金統治下之漢地亦維持漢官制度。史稱「太祖入燕，始用遼南、北面官僚制度」，就是指同時奉行女真舊制和漢制的雙重體制。第三種情況是原宋朝領地的秦嶺、淮河以北之地，主要居民也是漢族，由於新受異族統治，大多不願受金廷管制。先後設置張楚與劉齊等傀儡政權統治，最後由金廷以漢法直接管理。
金朝的行政区域採用路（府）、州、县三级管理，路为一级行政区，共有十四個路與五京，合計十九。路有都總管府，以及都轉運司、按察、鹽使等三司的監司官，五京府有五京留守，而後與府伊所掌的府合一。路府則成平行機構，下轄州、縣二級。金朝的州分為三類：節度州設節度使，防禦州設防禦使，刺史州設刺史；縣則以縣令掌治，分成七等。此外尚有部落之官，千夫長的猛安，百夫長的謀克，合稱猛安謀克；屬於邊戍之官的乣詳穩，部落墟砦之首領的移里菫。 
金朝採行五京制，共有中都大興府、上京會寧府、南京開封府、北京大定府、東京遼陽府和西京大同府，其中後三個陪都就在遼的中京大定府、東京遼陽府和西京大同府的原址。金朝原都上京，1151年4月金废帝完顏亮頒布詔書擴建遼燕京為中都，於1153年遷都中都，至此中都在很長的時間為金朝首都。1214年金宣宗受蒙古帝國掠奪與威脅，宣布南遷汴京。1232年三峰山之戰金軍戰敗，蒙軍圍攻汴京後，金哀宗先奔歸德（今河南商丘），最後逃到蔡州（今河南汝南）。

## 政治體制

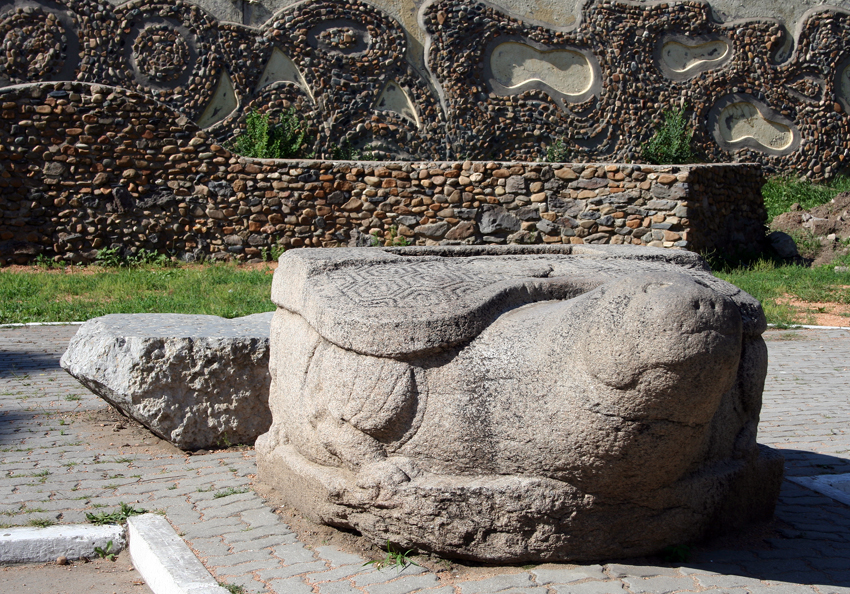
金朝赑屭，在現今俄羅斯的乌苏里斯克

金朝初期全面採用遼朝的北南面官两院，奉行女真舊制與漢地漢制等兩元制度。自金熙宗推行天眷新制後逐步棄用女真制，逐漸採用宋朝制度。政治體制的一元化，是金朝強大的一個重要原因。
金朝建立之初，金太祖废除部落联盟时的“国相”制，採用小組化的勃极烈制度，长官均称「勃极烈」。其中都勃極烈即皇帝、諳班勃極烈為皇儲、國論勃極烈為國相、阿買勃極烈為國相助手、昊勃極烈為第二助手，形成皇帝和少數大臣共議國事的勃極烈制度。而後又有忽魯勃極烈（第三助手），到1132年金太宗分忽魯勃極烈為左勃極烈與右勃極烈，形成皇帝、皇儲與國相五人小組。
随着金朝不断向南延伸，促使金廷改採用三省制的唐制。1123年至1138年間，金太宗在占領燕雲十六州與攻滅北宋後，推行汉官制度，與女真舊制形成兩元制度。金初的所謂「南面官」，亦即設於營州廣寧（今河北省昌黎縣）的漢地樞密院，最後遷至燕京。與此相對的「北面官」，主要指當時實行於朝廷之內的勃極烈制度。1135年金熙宗繼位後廢除勃極烈制度以鞏固皇權，全面使用宋朝、遼朝官制。他建立以尚書省為中心的三省制，以三師（太師、太傅、太保）以及三公（太尉、司徒、司空）共領三省事，地方分路、府、州、县。1138年改燕京尚書省為行台尚書省，成為中央尚書省的派出機構，結束雙元制度並存的局面，這些與三省制都是漢制改革的結果，史稱天眷新制。金帝完顏亮时廢除中书省、门下省，行政機關縮編成尚书省。
金朝制度在金世宗之後大體同宋朝制度。尚書省中，尚書令為虛設，實際上由左右丞相與平章政事掌握行政權，左右丞與參知政事為副相，其下有左右兩司郎中，分掌六部。軍事機構由都元帥府改為樞密院。設置鹽鐵部、度支部、戶部等三司理財、御史台掌糾察、諫院及審官院，其他有國史院、宣徽院、宏文院與集賢院等機關，太常、大里寺，六監、司農司、大宗正等皆依宋朝制度。
金朝滅亡的原因是史學家爭論的課題，有一部份學者認為金亡是因為漢化太徹底，也有人認為金亡是因為漢化不夠徹底。例如刘祁在《歸潛志·辨亡》認為金朝“分別蕃漢人，且不變家政，不得士大夫之心，此其所以不能長久”。儒士郝經因此要求忽必烈以金朝為榜樣，力行漢法。許衡在至元二年（1265年）向忽必烈奏上的《時務五事》：“自古立國，皆有規模。……考之前代，北方之有中夏者，必行漢法，乃可長久。故後魏、遼、金歷年最多，他不能者，皆亂亡相繼，史冊具載，昭然可考。”，同樣認為“必行漢法，乃可長久”。

## 外交

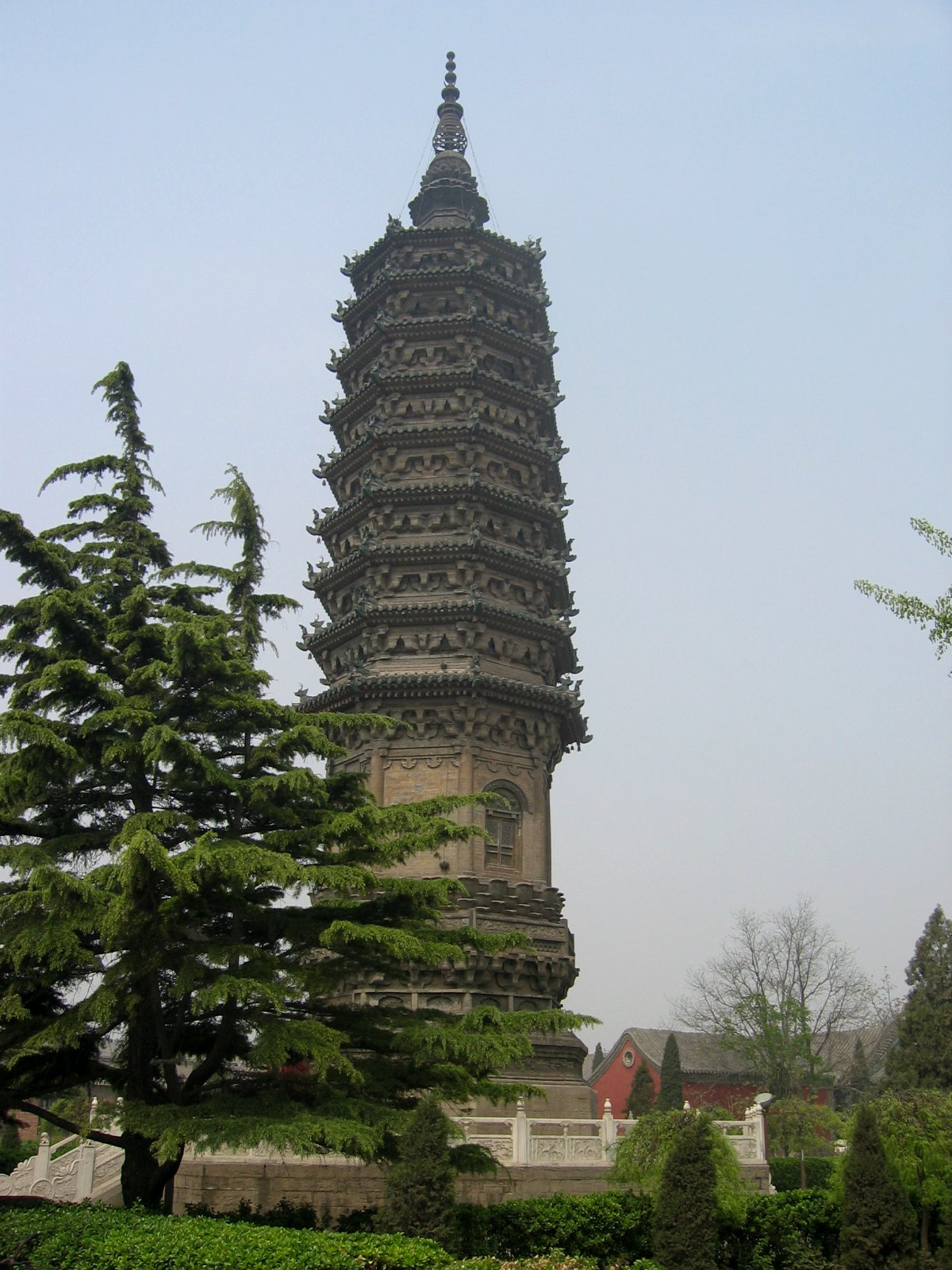
河北臨濟寺澄靈塔，為八角九級密檐式實心磚塔，興建於1161年至1189年

女真族原臣服遼朝。遼朝晚期因受女真族建立的金朝入侵，加上朝廷內部分裂與內鬥，使遼朝有意與北宋和談。但是北宋已經與金朝建立海上之盟而共同伐遼，所以拒絕和談，最後遼朝亡於金朝。金滅遼後，又南征滅北宋，在靖康之禍後宋朝與金已成為死敵，雙方多次發生戰爭。金廷為了統治廣大的漢地而建先後建立張楚與劉齊等傀儡國，但因基礎不穩與未能有效攻滅宋高宗建立的南宋而廢除。經過金滅北宋之戰、完顏宗弼南征江南、金帝完顏亮的采石之戰等戰爭，金朝都未能徹底滅亡宋朝；而迫遷南方的南宋經過岳飛北伐、隆興北伐、開禧北伐也未能擊敗逐漸穩固中原的金朝，這些都使得金廷的方針逐漸採取以戰逼和的方式以獲取更多利益，雙方先後簽署宣和和議、紹興和議、嘉定和議等協定。這個均勢直到大蒙古國崛起後才被破壞，南宋在金朝衰退後不願稱臣納貢，雙方再度交惡。
漠北地區原為金朝的附屬地區，當地主要有乃蠻、克烈、蔑兒乞、泰赤烏、塔塔兒、蒙古與札達蘭等部落，此外還有其他部落。金朝為了穩固漠北地區，採取聯合部落去壓制想要崛起的部落，並且多次派兵減丁、掠奪，這使得部分漠北部落敵視金朝。隨著金朝的衰落，漠北部落最後於1204年由蒙古部的成吉思汗所統一，兩年後建國於漠北，國號大蒙古國。他為了報仇而不再臣服金廷，在降伏金廷盟國西夏後入侵金朝，成為金廷一大外患。
西夏在遼朝後期與其友好，在金滅遼後因金太宗同意裂地贈與西夏，使西夏轉向支持金朝。金廷穩固中原後切斷西夏與宋朝的關係，使得西夏對中原的貿易完全掌控在金朝手上，這使雙方的關係處於明和暗離的狀態。蒙古崛起後為了切斷西夏與金朝的盟約，多次攻打西夏。而金帝完顏永濟對此表示以鄰國遭攻打為樂而坐視不救，導致西夏向蒙古臣服，轉而攻打金朝。這個狀態直到夏獻宗繼位後才轉為連金抗蒙，不過兩國已無力抗蒙。
蒙古在攻陷金中都、迫使金廷南遷後，有意採取連宋滅金的方針，並有意借道南宋的方式，迂迴攻打金朝後背。金宣宗為了彌補失去河北的損失，多次對南宋、西夏發生戰爭，最後雖然互相和解，但三國彼此元氣大傷。西夏最後於1227年亡於蒙古，金朝也難逃滅國的命運。1230年窩闊台汗發動三路伐金，派拖雷經宋道迂迴攻打金南都開封。在金哀宗南逃蔡州後，蒙古邀請南宋率軍夾攻，宋廷為了報靖康之恥也願意派兵運糧助戰，最後金廷亡於蒙宋夾攻之中。
金朝對高麗王朝關係的方面，在建立金朝之前有部分女真族向高麗朝贡，被稱為东北女真。金太祖统一了女真諸部后入侵高麗。此時高丽肅宗率領的高麗軍難以抵抗金軍，最後在尹瓘的说服下讓女真軍撤退。尹瓘重建高麗軍，並在1107年成功抵禦女真入侵，並在國界修建九城。1115年金立國後不久滅了遼朝與北宋，切斷高麗與宋朝的關係，孤立了高麗。金朝與吐蕃諸部亦有一定交流。1168年八月，宋、金同時遣使到越南李朝，而李朝的態度則是禮待雙方來使，然而不令相見。

## 軍事制度

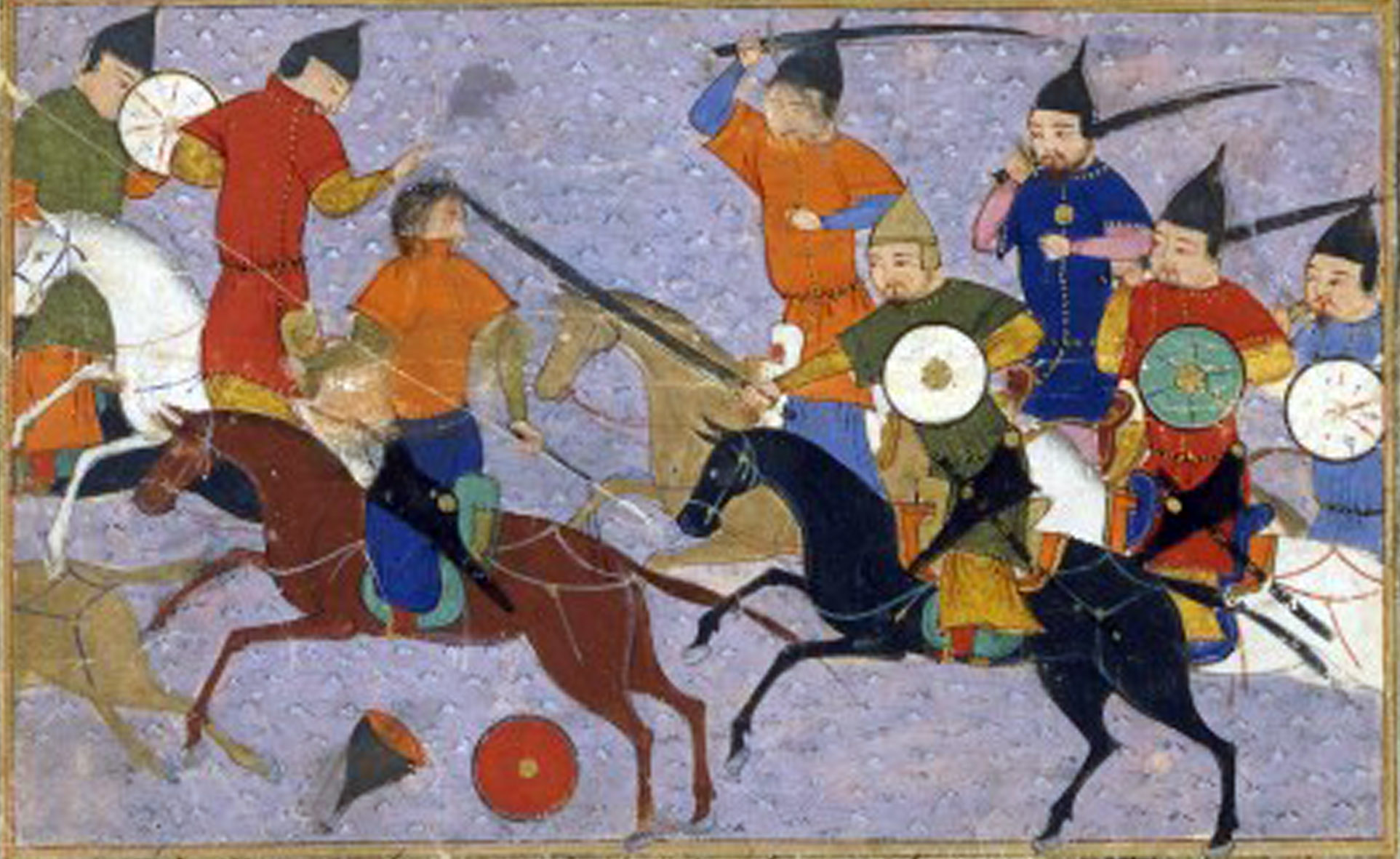
1211年蒙金戰爭，蒙古軍於野狐嶺戰役消滅金軍40萬，金朝至此無力反擊。本圖出自《史集》

金軍大體可分為本族軍、其他族軍、州郡兵和屬國軍。前二者為主力，後二者為輔翼。最初，奴隸主、封建主都應從軍。領有漢地後，主要實行徵兵制，簽發漢族和其他少數民族為兵，稱為「簽軍」，到後期也行「募兵制」。金朝統治中原後，還仿漢制，實行發軍俸、補助等措施。對年老退役的軍官，曾設「給賞」之例。對投降的宋軍，常保留原建制，仍用漢人降將統領。金軍亦以騎兵為主，步兵次之。騎兵一兵多馬，慣於披掛重甲。各部族兵增多後，步兵數量大增。水軍規模也較大，但戰鬥力較弱。除冷兵器外，還使用火炮﹑鐵火炮﹑飛火槍等火器作戰。后来蒙古南侵之时，金军就以火器抗蒙。1232年金將赤盏合喜駐守汴京，「其守城之具有火炮名震天雷者，铁礶盛药，以火点之，炮起火发，其声如雷，闻百里外，所爇围半亩之上，火点著甲铁皆透」。
軍事機關原設有都統，後改為元帥府、樞密院等，協助皇帝統轄全軍。戰時，皇帝指定親王領兵出征，稱都元帥、左右副元帥等臨時職位。邊防軍事機構有招討司、統軍司等。金朝軍隊採用結合社會與軍事制度的猛安謀克制度，也就是百夫千夫長的制度。早在女真族時期，所有成年男子都是戰士，平時從事生產，戰爭時參加戰鬥，兵器、糧食自幾自足。分置人民約一千戶為猛安、約一百戶為謀克，謀克相當於百夫長，猛安相當於千夫長。萬戶府下轄諸猛安，猛安下轄謀克，謀克之下還有五十、十、伍等組織。兵員配置大多是一正一副，戰時副軍可以遞補正軍。兵為世襲制，兵員可以子弟替代，但不能以奴充任。
完顏阿骨打起兵反遼朝時，以三百口為一「謀克」，十謀克為一「猛安」。約二千五百人的兵力，僅用了十二年的時間，就將遼朝、北宋兩邦徹底征服。後來猛安謀克既是軍事長官，又是行政長官。隨著金朝不斷南移，猛安謀克制度與奴隸制互相適應的制度逐漸遭到破壞，“舍戎狄鞍馬之長，而從事中州浮靡之習”。女真人的日趨文弱化就是一個相當普遍的現象。金世宗時，阿魯罕任陝西路統軍使，「陝西軍籍有闕，舊例用子弟補充，而材多不堪用，阿魯罕於阿裏喜、旗鼓手內選補」。史旭有詩：“郎君坐馬臂彫弧，手撚一雙金僕姑。畢竟太平何處用，只堪粧點早行圖。”，已知“國朝兵不可用，是則詩人之憂思深矣。”。1168年朝廷從猛安謀克中遴選侍衛親軍，而“其中多不能弓矢”。最後當蒙古突騎興起後，金軍在野狐嶺戰役等大型戰役中慘敗，最後南遷汴京。然而在金哀宗時期所建立的忠孝軍，對蒙古軍仍有一定威脅。

## 人口

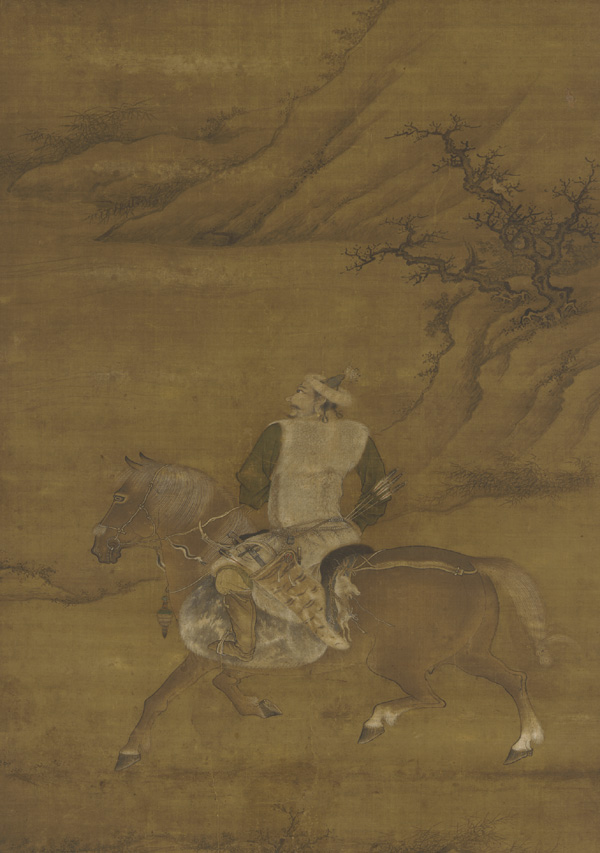
女真族男子狩猎圖

1141年紹興議和後，自从靖康之难开始減少的人口总量得到一定程度的恢复增长。到1207年金章宗泰和七年間達到53,532,151人，被稱為人口之极盛。而當時金與南宋、西夏等人口总数据估计达到一亿三千六百万人，中國人口从1083年的一亿增加到1120年的一亿三千二百四十万。金朝的四次准确的人口统计，每户平均人口都在6人以上，金朝的户规模较大，和很多贵族以及猛安谋克户们使用大量奴仆有一定关系。
隨著金朝內地經濟的發展，不僅需要更多的土地耕作，也更需要民戶當勞力。金太祖與金太宗為統治中原，將百萬以上的女真人徙置於黃河下遊人口稠密地方，是以犧牲漢人利益的辦法去救濟女真人。在把女真族遷往新佔領地區的同時，也還繼續地把契丹族、漢族遷到金朝的內地。金軍在滅遼的作戰中，曾經擄回大批的契丹族、漢族作奴隸。後來金太祖下詔，禁止對已經投降的百姓擄掠，禁止權勢之家買貧民為奴，又規定賣身為奴者，可以用勞力相等的人贖身。但實際上，這種贖身的可能性是很少的。被迫遷徙的漢族居民，不能不大批地淪為奴隸。金廷對降附區的人民，採用強迫遷徙的辦法遷到內地。如山西州縣的居民，被大批遷到金上京以至渾河路。上京地區的居民又被遷到寧江州。平州的人民在反抗後被鎮壓，隨後與潤州、隰州、來州及遷州等四州人民被遷到東都瀋陽。這些居民艱苦不能自存，被迫賣身作奴隸，導致漢人刻骨的痛恨。女真族搶佔漢族最富庶的耕地，為了增加日益增大的生活和軍事開支，又不斷加重漢族的賦役。女真人與漢人的矛盾恰如史籍所言：「盜賊滿野，向之倚國威以重者，人視之以為血仇骨怨，必報而後已」。
女真男人的髮型是“留颅后髮”，還綁個辫子，所以被南人稱為索虜。在《北风扬沙录》与南宋的游记，也有金人留辫的说法，在金太宗天会七年還强制胡服留辫。這樣剃髮留辫的習俗為後來的滿清所繼承。金代皇帝也可「掌摑大臣」。
| 年代                                                                      | 戶數                                | 口數                                   | 備註                                                               |
| ------------------------------------------------------------------------- | ----------------------------------- | -------------------------------------- | ------------------------------------------------------------------ |
| 金熙宗皇统二年（1142年）                                                  | 約五百余万户                        | 32,700,000人                           |                                                                    |
| 金世宗大定二十七年（1187年）                                              | 6,789,449户 5,599,700户 6,060,723户 | 44,705,086人 39,663,400人 36,989,014人 |                                                                    |
| 金章宗明昌元年（1190年）                                                  | 6,939,000户                         | 45,447,900人                           |                                                                    |
| 金章宗明昌六年（1195年）                                                  | 7,223,400户                         | 48,490,400人                           |                                                                    |
| 金章宗泰和七年（1207年）                                                  | 7,684,438户 8,413,164户             | 45,816,079人 53,532,151人              | 金史稱此為金朝的人口最盛時期。                                     |
| 金帝卫绍王大安二年（1210年）                                              |                                     | 53,720,000人                           |                                                                    |
| 元太宗窝阔台八年（1236年）                                                | 2,000,000户                         | 估10,500,000人                         | 此時蒙古領有原金朝與西夏的華北地區，去年實施的乙未籍户至本年完成。 |
| 註：本表數據參考《金史·食货志》、《中国人口发展史》.葛剑雄.福建人民出版社 |                                     |                                        |                                                                    |

## 经济
金朝各地區的經濟發展存在很大差異。金朝建立之初，女真族尚處於漁獵農耕的混合制度，而它所控制的漢地，農業經濟早已高度發展。从金熙宗到金章宗的半个多世纪里，北方社会经济有一定程度的恢复和发展。东北地区社会经济比辽时有了较大的发展，如冶铁业有明显进步。在金世宗與金章宗期間，原來使用奴隸生產的猛安謀克戶也逐漸轉化成地主。這個轉化主要有受田、賦稅、區別平民和奴隸等，女真貴族藉此擴大土地佔有範圍。

### 农业與畜牧業

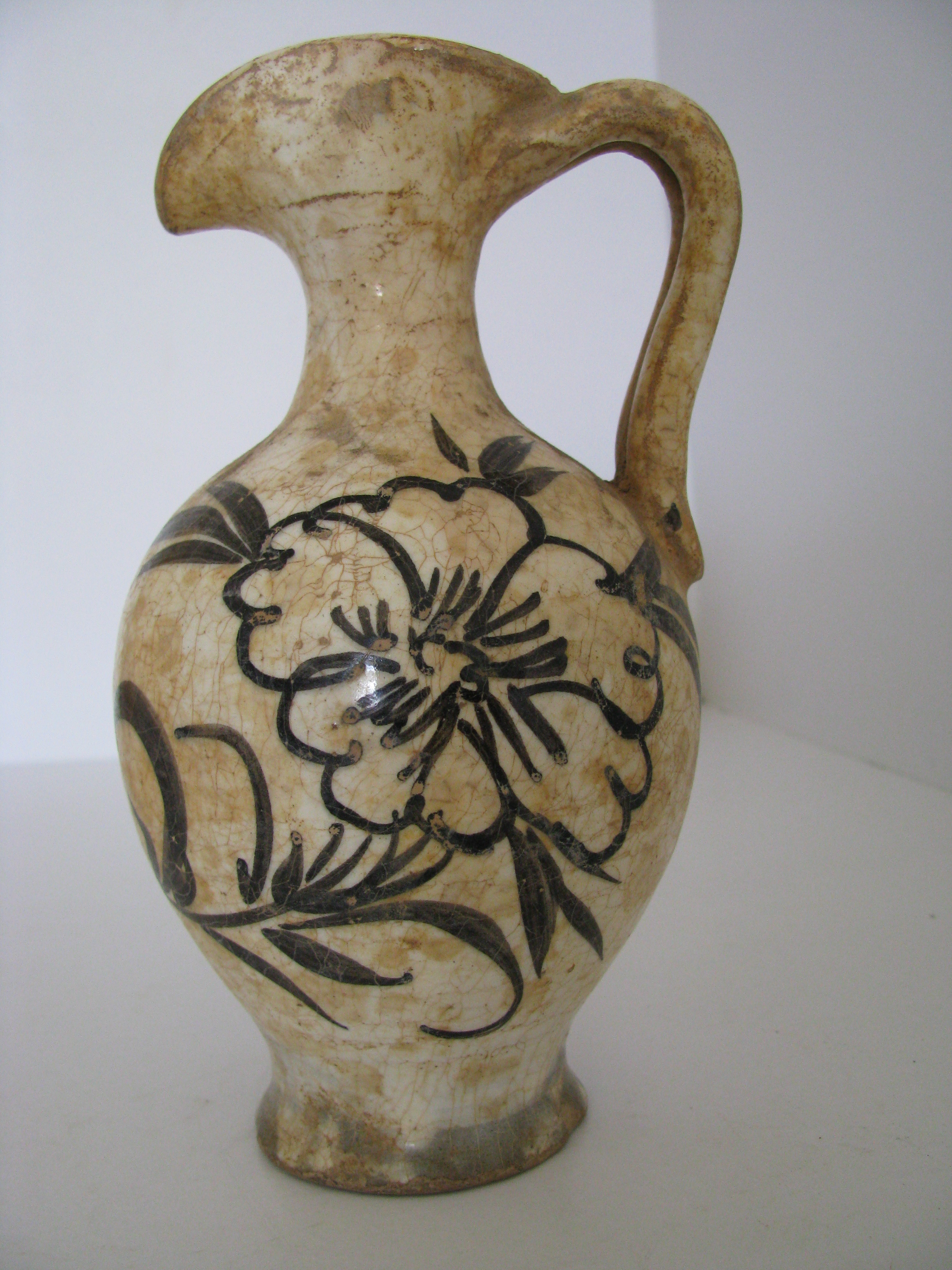
金朝白釉执壶

金朝把发展农业作为军事扩张的基础，视其龍興之地東北地區为粮仓，將中原地區的生產工具和耕作技術都逐漸傳播到當時落後的今東北地區。由於鐵製農業生產工具的廣泛使用，促進農業生產的發展，農作物品種也日益增多。金初，不種穀麥，只種稷子春糧。以後農作物品種日益增多，農作物有小麥、粟、黍、稗、麻、菽類等；蔬菜類有蔥、蒜、韭、葵、芥及瓜等。金廷又鼓勵墾荒，例如規定開墾荒地或黃河灘地可以減免租稅，所以開墾農田面積有所增加。
金朝的土地制度給予女真族很大的優惠，這是漢族、契丹族與渤海族所沒有的。女真族的土地制度是一種稱為「牛具稅地」的制度，繼承氏族制度的遺風。佔地多少是以耒牛、人口為依據的，擁有眾多人口和耒牛的女真貴族自然就可以廣占田土。到金世宗大定年間，人、牛、地比例不符的情形已很普遍。
金熙宗時期開始實行的「計口授田」的制度。早在金朝統治廣大的華北地區後，有計畫的將大量的猛安謀克分散各地以鎮壓漢族，被稱為屯田軍。金廷對內遷的屯田軍戶，都按照戶口給以官田，即所謂「計口授田」。當官田不敷分配時也會大量搶佔民田。屯田軍戶分得土地以後，大多讓租給漢族耕種或是強迫漢族無償耕種。由於剝削嚴重，無人願意耕種，土地逐漸荒廢。金世宗時再派官吏到各地去「拘刷良田」，兼併土地為官田。
由於女真族屬於東北民族，其畜牧業也十分發達。金帝完顏亮時原有九个群牧所。在南征時，征调战马达56万多匹，然而因戰事大半損失，到金世宗初年仅剩下四个。金世宗開始復甦畜牧業，當時在抚州、临潢府、泰州等地设立七个群牧所。1168年起，下令保护马、牛，禁止宰杀，禁止商贾和舟车使用马匹。又规定对群牧官、群牧人等，按牲畜滋息损耗给予赏罚。经常派出官员核实牲畜数字，发现短缺就处分官吏，由放牧人赔偿。对一般民户饲养的牲畜，登记数额，按贫富造簿籍，有战事，就按籍征调，避免征调时出现贫富不均的现象。对各部族的羊和马，规定制度，禁止官府随意强取。

### 手工业
金朝手工业生产如陶瓷、矿冶、铸造、造纸、印刷等，歷經戰亂與復甦都有发展。女真族在建国前盛行炼铁。金朝建立后冶铁业在北方地区继续发展，著名的产铁地区有云内州、真定府、汝州鲁山、宝丰、邓州南阳等，云内州盛产一种叫做青镔铁的铁器。另外在东北地区，也开始开采煤矿。铁制工具已广泛使用。在东北广大地区内，都发现了金朝的铁器。其中有大量铁制农具，种类繁多，结构复杂，形制与中原地区相似或一致，这表明已改变了粗放的农业经营方式。1961年至1962年，在黑龙江省阿城县五道岭发现金朝中期铁矿井10余处，炼铁遗址50余处。矿井最深达40余米，有采矿、选矿等不同作业区。根据开采规模估计，从这些矿井中已采出四五十万吨铁矿石。
陶瓷业因为有辽朝、宋朝的基础也比较发达。金熙宗时，原来的北方名窑如陕西耀州窑、河南均窑、河北定州窑與磁州窑也陆续恢复生产，临汝等新兴窑址，工艺各具特色。金银业和玉器业也相当发达，近年有许多珍贵的文物出土。商业活动逐渐活跃，东北地区的金朝遗址和墓葬中，发现大量宋朝铜钱，可见与南方贸易的密切。山西稷山的竹纸和平阳的麻纸，闻名一时。刻书蔚然成风气，其雕板技术，可与南宋比美，當時雕版印刷业的中心在平阳。

### 商业

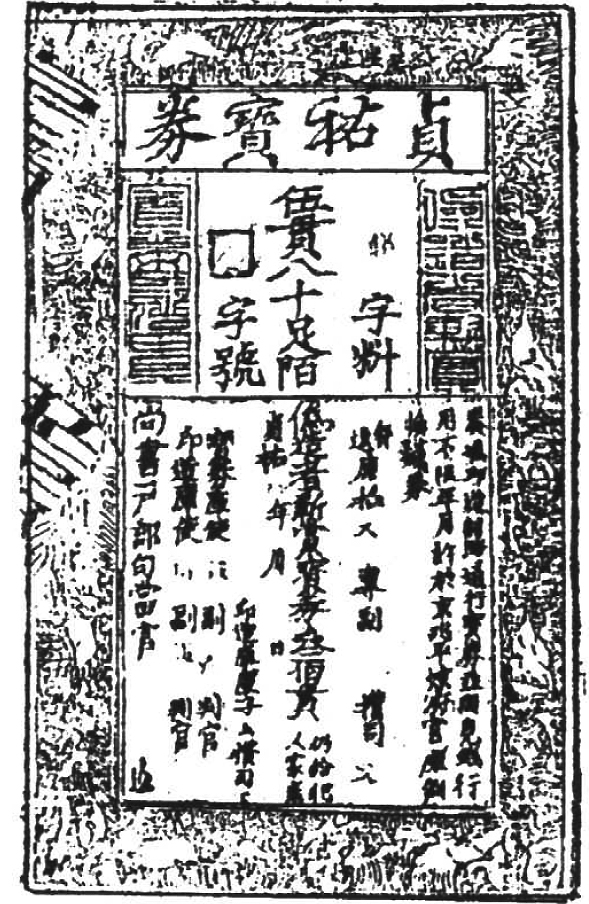
1215-1216年金朝贞佑宝卷”五贯八十足陌拓片

由於生產經濟的恢复和发展，促使商业日益繁盛。金朝建国初年，各地的商业发展处于极不平衡的状态。當時女真的龍興之地東北地區还是“无市井，买卖不用钱，惟以物相贸易”，而金中都與開封府都是興盛的商業城市。金朝建立不少的“榷场”，与西夏和南宋进行贸易。不过宋金之间由于时战时和，榷场的贸易受到一定的影响。金朝主要向南宋输出皮革、人参、纺织品等商品，南宋向金朝输入茶、药材、丝织品等。会宁府、金中都、开封府與济南府都是当时较大的商业中心。
金中都（今北京市）在金帝完顏亮正隆间成为国都后，水陆交通发达，人口迅速增加，已經是一座貿易發達的商業重鎮，其中城北三市是商业的中心。金世宗时，开封府的相国寺仍旧每月逢三、八日开寺，商贩集中在此贸易，宣德楼门下“浮屋”中买卖者甚众。1152年，共有二十三万五千多户。以后到金章宗泰和时，又增加到一百七十四万多口。
金朝币制，钱、钞、银三种并行。金朝早期使用舊有的宋、遼錢幣，直到金、宋間第二次議和後，戰爭暫告結束。1158年金帝完顏亮首次鑄行正隆元寶小平錢。1204年金章宗鑄泰和通寶真書錢。1213年金帝完顏永濟鑄至寧元寶錢。金宣宗南遷後也鑄行貨幣。金朝滅掉北宋以後，曾扶植劉齊立國，所鑄錢幣卻清秀娟美，比一般北宋錢精整。

## 文化
金朝文化在發展中已達到很高水平，它「一變五代、遼季衰陋之俗」，「大定以後，其文筆雄健，直繼北宋諸賢」。在某些方面亦非宋朝可比，啟後世文化發展之先聲。金廷推行汉化政策，從“借才异代”走向“国朝文派”，逐渐形成了不同于宋朝的独特气派、风貌，但其剽悍勇猛的崇武精神隨著金朝政權的穩固而逐漸消失，最後終至亡國。元朝时，亡金故老喜言“金以儒亡”，此說未必正確，但金人全盤漢化則是不爭的事實。刘祁说：“南渡后，诸女真世袭猛安、谋克往往好文学，喜与士大夫游。”金熙宗以后的帝王都具有相当高的汉文化素养。元代有一说：“帝王知音者五人：唐玄宗、后唐庄宗、南唐后主、宋徽宗、金章宗”。金朝中期以降，女真人改汉姓、着汉服的现象越来越普遍，朝廷屢禁不止。虽然金世宗一向反对女真人全盘汉化，积极倡导学习女真字、女真语，但仍挽不回女真漢化的速度。接受汉文化最快、汉化程度最深的首先是女真上层貴族社会，郝经谓金朝“粲粲一代之典与唐、汉比隆，讵元魏、高齐之得厕其列也”。赵翼亦稱“金源一代文物，上掩辽而下轶元”。金代文化艺术继辽、北宋之后而不断发展，超过了辽，在北宋之后与南宋平行，构成当时中国文化发展的南北两大支。在中国文化艺术发展史中起着“上掩辽而下轶元”的作用。

### 思想

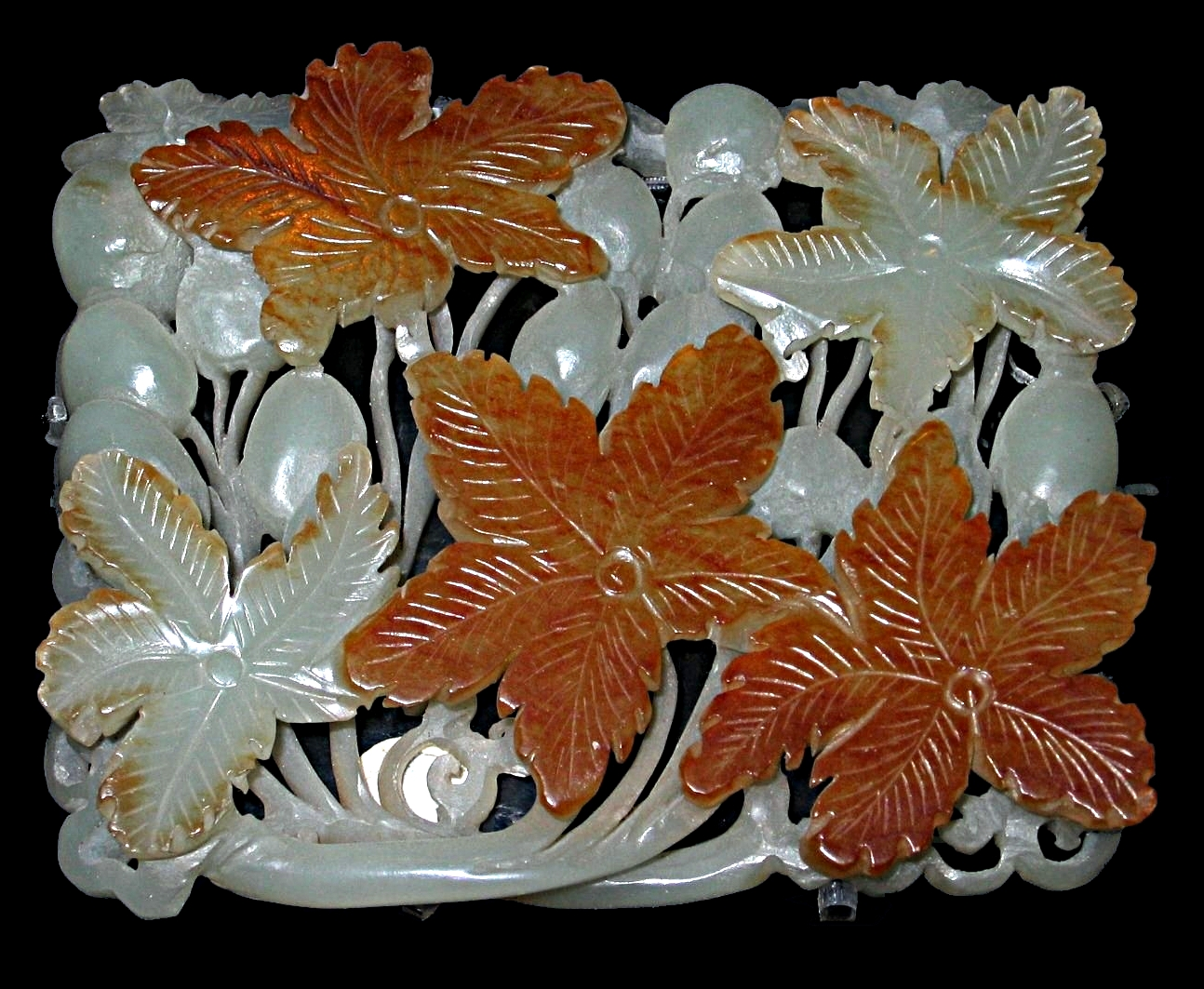
金朝翡翠裝飾

金朝以儒家為統治人民的基本思想，而道家、佛教與法家亦較廣泛流傳和應用。金朝思想家討論批判兩宋理學與經義學，讓理學再度於北方興起，發揚中華思想。在學術思想方面，趙秉文被稱為「儒之正理之主」，他批評漢以來的傳注之學，充分肯定周濂溪、二程（程顥、程頤）建立的北宋理學。並且將佛教、道家與理學思想融合一體，以衛道統名於金。王若虛批評傳注之學，其弊不可勝言，肯定北宋理學」。然而他也批評北宋理學，並曾下功夫對兩宋理學注釋加以評論和褒貶，但未自成一家之言。李純甫著有《中庸集解》、《鳴道集解》，其思想先是由儒教轉向道教、最後轉向佛教，「號中國心學，西方文教」。他說：「學至於佛則無所學」，以為宋伊川諸儒「皆竊吾佛書」。為了達到以佛為主的儒、道、佛三教合一，大膽地向兩宋理學開戰。
在政治思想方面，趙秉文認為王室與列國、華與夷、中國與四境的關係都是可變的；認為有公天下之心的都稱「漢」，認為社稷與民相比，民貴而社稷輕，反對唐開元末期「禍始於妃后，成於宦豎，終於藩鎮」的提法，認為禍害的根源在「明皇」。王若虛認為統一中國要講「曲直之理」。他認為歐陽修不講曲直的統一，是「曲媚本朝，妄飾主闕」。他認為國之存亡可付之天數，但不能以守忠節犯食人之罪，並且讚許司馬光對傳統正閏觀的批評，「正閏之說，吾從司馬公」。
金朝如同宋朝一樣，尊崇儒學與孔子。早在金軍進軍曲阜時，金兵意圖摧毀孔子墓，即被完顏宗翰制止。自金熙宗時開始尊孔，在金上京立孔廟，又封孔子後裔為衍聖公。雖然金废帝完顏亮輕視儒學，到金世宗與金章宗時又大力尊孔崇儒，修孔廟與廟學，並且推崇《尚書》、《孟子》。

### 文學與文字

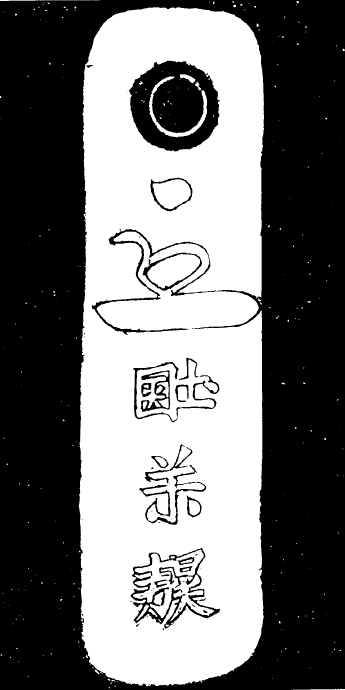
金朝猛克銀牌，本令牌以女真文書寫，出土於俄羅斯濱海邊疆區的納霍德卡

金朝初期的文學比較樸陋，文學家大多是韓昉等遼人與宋人。直到蔡珪出現，才被稱為金朝文學正傳之宗，其他尚有党懷英，其他還有趙渢、王庭筠、王寂、劉從益等。金章宗時期有名的文學家有趙秉文、楊雲翼、李純甫與元好問等，女真人中有名的有金帝完顏亮與金章宗。金帝完顏亮南下侵宋時，在揚州賦詩，有句云：「提兵百萬西湖側，立馬吳山第一峰。」海陵王立志滅宋統一，作詩言志，筆力雄健，氣象恢宏。金章宗酷愛詩詞，製作甚多，但意境只在宮中生活，近似宮體詩。在金章宗的倡導下，女真貴族官員也多學作漢詩。豫王完顏允成的詩歌，編為《樂善老人集》行世。下至猛安、謀克，也努力學詩。如猛安術虎玹、謀克烏林答爽都和漢人士大夫交遊，刻意學詩。金朝有名的文人為王若虛與元好問。王若虛著有《滹南遺老集》，擅長詩文與經史考證，初步建立了文法學和修辭學，其論史則攻擊宋祁，論詩文則尊蘇軾而抑黄庭坚，是金朝具有權威的評論家，後來潘升霄的《金石文例》即受其影響。元好問是金朝文學集大成者，著有《遺山文集》。他的《論詩絕句》30首，重在衡量作家，開後來論詩的一個重要派別。元好問的《中州集》是以詩存史，他把各地區、各族的詩人均視為中州人物，這是統一的包括各族在內的中華思想的具體反映。
雜劇與戲曲在金朝得到相當的發展，已盛行以雜劇的形式作戲。金代院本的發展，為後來元曲的雜劇打下了基礎。金章宗時期的董解元的《西廂記諸宮調》，是中國古典戲劇中一部帶典範性的劃時代傑作。他是根據唐朝元稹《鶯鶯傳》改寫，但是在思想還是藝術方面都突破傳統思想的束縛，被稱為「古今傳奇鼻祖」、「北曲之祖」。
女真文和汉文是金朝通行的官方文字，其中女真文是根据汉字改製的契丹字拼写女真语言而制成的。女真族原採用契丹字，隨著金朝的建立，完顏希尹奉金太祖之令，參考漢文與契丹文創造女真文，並且在1191年八月頒行。1165年徒單子溫參考契丹字譯本，譯成《貞觀政要》、《白氏策林》等書。金世宗時，朝廷設立譯經所，翻譯漢文經史為女真文，而後又陸續翻多多本漢文書籍。金世宗對宰相們說：「朕之所以命令翻譯五經，是要女真人知道仁義道德所在」。然而當時女真字與漢字對譯，都要先譯成契丹字，然後再轉譯。金章宗時，專設弘文院譯寫儒學經書，命學官講解。1191年罷廢契丹字，規定今後女真字直譯為漢字。但隨著漢語的通用，女真貴族多已識讀漢字。漢字書籍在女真族中廣泛流行。

### 宗教
金朝宗教大都主张顺从和忍耐，主要和北方漢族與異族統治者有關。无论是金代的佛教还是道教，都主张以本教义为主的佛、道、儒的三者合一，如在佛教的理论发展中有很高造诣的万松行秀和李纯甫。全真教创始人王喆，凡立会也必以三教名之，完颜璹的《全真教祖碑》：“足见其冲虚明妙，寂静圆融，不独居一教也。”王喆从三教合一的主张出发，劝人们诵《道德清静经》、《般若心经》及《孝经》等道、佛、儒三家经典。
佛教早在女真族時期即有流傳，金朝灭辽朝及北宋后，又受中原佛教的影响，对佛教的信仰更加发展。佛教如華嚴、禪、淨、密教、戒律各宗都有相當的發展。其中禪宗尤為盛行，這可說完全受了北宋佛教的影響，对金代的社会经济、政治、文化和习俗都有重要影响。。女真族佔領中原後，道詢繼承淨如在靈岩寺弘法，著有《示眾廣語》、《遊方勘辨》、《頌古唱贊》諸篇。汴梁則有佛日大弘法化，傳法弟子圓性於大定間應請主持燕京潭柘山寺，大力復興禪學，著有語錄三編行世。萬松行秀尤為金代著名禪師。傳曹洞青源一系之禪，嗣法磁州大明寺雪岩滿禪師，雖治禪學，而平時恆以《華嚴》為業。他曾在從容庵評唱天童的《頌古百則》，撰《從容錄》，為禪學名著。他兼有融貫三教的思想，常勸當時重臣耶律楚材以儒治國，以佛治心，極得楚材的稱頌，說他「得曹洞的血脈，具雲門的善巧，備臨濟的機鋒」，一時傳為佳評。
道教到金朝出現全真教、大道教和太一教等三大新興道派。全真教创始人是王喆，於1167年创建全真教，後由他的七位弟子輪流接任。全真教除了繼承了中國傳統道教思想以外，更將符錄、丹藥等思想以外的內容重新整理，為今時今日的道教奠下了根基。大道教创始人是金初刘德仁，于1142年开始传道。主張「守氣養神」，提倡自食其力，少思寡慾，不談飛升煉化，長生不老，並且把儒家思想納入自己的體系。此外，大道教有出家制度。太一教始祖萧抱珍，於1138年創建。以符籙道法為主，也有守柔弱的內煉之法。尊奉太一。太一教模仿天師道的秘傳原則，每代掌教人必須改姓「蕭」。其立教宗旨是「度群生於苦厄」，尊重人倫。
女真人信仰萨满教，它是一种包括自然崇拜、图腾、万物有灵、祖先崇拜、巫术等信仰在内的原始宗教。萨满是沟通人与神之间的中介，在重大典礼、事件和节日的祭祀时都有巫师参加，或由他们司仪。消灾治病、为人求生子女、诅咒他人遭灾致祸等，几乎都成为萨满的活动内容。

### 藝術
金代艺术的发展，也在各方面取得很高成就。金章宗设书画院，收集民间和南宋收藏的名画，王庭筠与秘书郎张汝方鉴定金朝所收藏书画550卷，并分别定出品第。1127年金兵攻破北宋京城汴梁，就掠奪宋廷藏畫、俘擄畫工北去。金代宮廷講求書畫名蹟的收藏，以所獲北宋和內府藏畫為基礎，復從民間徵集加以充實。金朝繪畫在漢文化影響下，比遼朝繪畫更為隆盛，特別是金世宗至金章宗時期，繪畫活動益趨活躍。金章宗善詩文書法，又愛好繪畫，他在政府秘書監下設書畫局，將藏畫加以鑑定，又效宋徽宗書體在名作上題簽鈐印。金朝還在少府監下設圖畫署，“掌圖畫鏤金匠”，當時有名的畫有虞仲文《飞骏图》、王庭筠《枯木》、张珪《神龟图》、趙霖所繪《昭陵六駿圖卷》等，其中以张瑀《文姬归汉图》为最佳。金帝完颜亮能画竹，完顏允恭画獐鹿人物，王庭筠善山水墨竹，王邦基善画人物，徐荣之善画花鸟，杜锜画鞍马。武元直、李山與王庭筠等山水竹石畫作，比起同時南宋院畫家的作品，似乎更顯出「文人」的品味。
金代書法家學自北宋書法，金章宗學宋徽宗的瘦金體，很有成就。王競擅長草隸，尤工大字，兩都宮殿榜題都是競所書。党懷英擅長篆籀，為學者所宗。趙渢擅長正、行、草書，亦工小篆，正書體兼顏、蘇，書畫雄秀，當在石曼卿上；行草書備諸家體，時人以渢配党懷英小篆，號「黨、趙」。吳激得其岳父米芾筆意，王庭筠在當時學米諸人中，造詣最深，其書法為元初巙子山諸人所不及。任詢具有多方面的才藝，書法為當時第一，《中州集》稱他：「畫高於書，書高於詩，詩高於文。」。
金代初年，女真族的樂器只有鼓、笛兩種，歌詠只有「鷓鴣」一曲，「高下長短，鷓鴣二聲而已」。進入宋境後，金軍掠取宋朝教坊的樂工、樂器、樂書，漢族的音樂融入女真族的音樂之中。金世宗設宴招待南宋與西夏使者，樂人學宋朝，但服裝不同。金朝舞蹈源自先人靺鞨的靺鞨樂，立國後基本上直接吸受自北宋舞蹈，同時也發揚女真族的樂舞文化。在戲曲方面，北宋流行的諸宮調到金朝成為主要的說唱品種。當時只有董解元的《西廂記諸宮調》和《劉知遠》流傳至今，其中《西廂記諸宮調》的出現，有著元曲初步形成的意義。 

### 科技

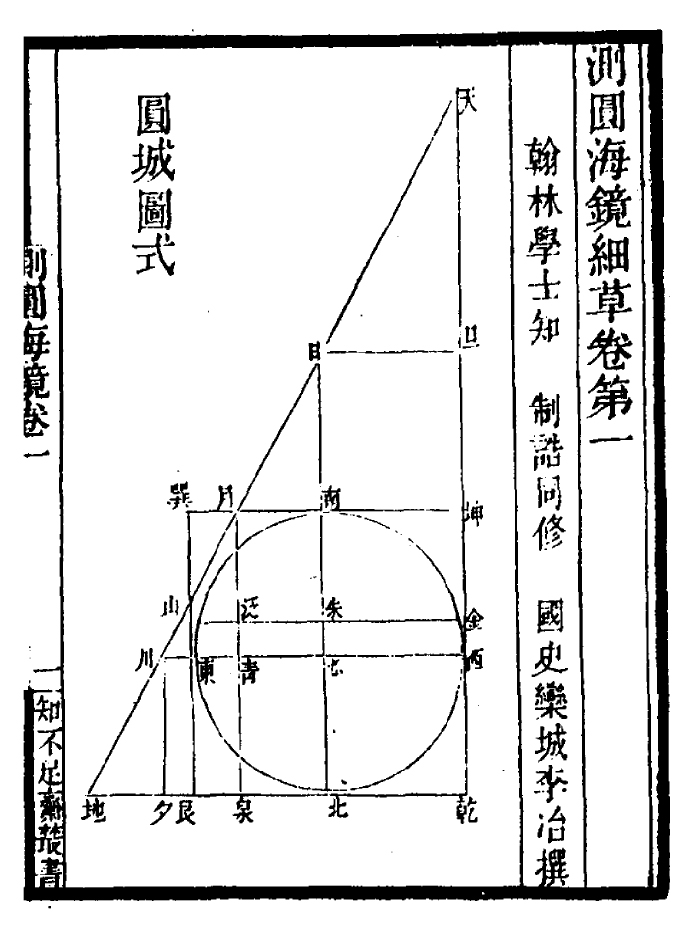
《测圆海镜》圆城图式，其中用天地乾坤等指代三角形内各点

金朝的科學技術也有很大的發展。醫學方面產生許多學派，不同創新的理論與爭鳴對元朝醫學與後世的醫學有较大的影響；北方農業技術在比較落後的基礎上有迅速的發展；數學方面在金元之際發展出天元術；天文曆算方面修正大明曆使其精確；此外，建築方面也有很大的發展，興建盧溝橋、金中都、山西大同華嚴寺等建築。
从靖康之变后到蒙古时期，由於频繁的战争和暴政，加上频繁的自然灾害，导致人民生活贫苦，疾病流行，使得醫學十分活躍，被稱為新学肇兴。金朝時期發展出刘完素的火热说、张从正的攻邪说與李东垣的脾胃说。由于实践的丰富，不少医家深入研究古代的医学经典，结合各自的临床经验，自成一说，来解释前人的理论，逐渐形成了不同的流派。刘完素開創了河間學派、張元素開創了易水學派，張元素的弟子李东垣又自創了脾胃學說，這三家與元朝朱震亨的养阴说合稱金元四大家，對中医理论的發展产生重要的影響。
金朝吸收北宋的農業技術，使得東北金上京一帶的農業產量得以提升。現今考古學家還在今東北地區挖掘許多金代使用的犁鏵、瓠種等鐵製農具。當時金朝與西夏等地區有名的農書有《務本新書》、《士農必用》等農書，可惜現已失傳。當時養殖蠶桑與園藝的技術也十分發達，例如利用「牛糞覆棚」將西瓜種植於較寒冷的東北地區。
當時數學最重要的進展是天元術的發展，天元術即是古代中國建立高次方程的方法，其中「天元」相當於現在的未知數。1248年金元時期的數學家李冶在其著作《測圓海鏡》、《益古演段》中，系統地介紹了用天元術建立二次方程。金廷學習北宋建立司天監以觀測天文，當時的數學也十分發達，使得金朝士人熱中編寫曆書。金廷於1137年頒布楊級編寫的《大明曆》（與祖沖之的《大明曆》不同）。而後趙知微於1180年修編成較精確的《重修大明曆》，其精確度超過宋朝優越的曆法《紀元曆》。同時間耶律履也編出《乙未曆》，然而精確度不如《重修大明曆》。

## 君主年表
| 金1115年－1234年 | 金1115年－1234年                   | 金1115年－1234年 | 金1115年－1234年 | 金1115年－1234年 | 金1115年－1234年 | 金1115年－1234年                                                                          |
| 廟號             | 諡號                               | 漢名             | 女真名           | 常用名稱         | 在位時間         | 年號                                                                                      |
| ---------------- | ---------------------------------- | ---------------- | ---------------- | ---------------- | ---------------- | ----------------------------------------------------------------------------------------- |
| 太祖             | 應乾興運昭德定功仁明莊孝大聖武元皇帝 | 旻               | 阿骨打           | 完顏阿骨打       | 1115年－1123年   | 收國 1115年－1116年 天輔 1117年－1123年九月                                               |
| 太宗             | 體元應運世德昭功哲惠仁聖文烈皇帝   | 晟               | 吳乞買           | 完顏吳乞買       | 1123年－1135年   | 天會 1123年九月－1135年                                                                   |
| 熙宗             | 弘基纘武莊靖孝成皇帝               | 亶               | 合剌             | 完顏亶           | 1135年－1149年   | 天會 1135年－1137年 天眷 1138年－1140年 皇統 1141年正月－1149年十二月                     |
|                  | 海陵煬王 （世宗諡）                | 亮               | 迪古乃           | 完顏亮           | 1149年－1161年   | 天德 1149年十二月－1153年三月 貞元 1153年三月－1156年正月 正隆 1156年二月－1161年十月     |
| 世宗             | 光天興運文德武功聖明仁孝皇帝       | 褎/雍            | 烏祿             | 完顏雍           | 1161年－1189年   | 大定 1161年十月－1189年                                                                   |
| 章宗             | 憲天光運仁文義武神聖英孝皇帝       | 璟               | 麻達葛           | 完顏璟           | 1189年－1208年   | 明昌 1190年－1196年十一月 承安 1196年十一月－1200年 泰和 1201年－1208年                   |
|                  | 衛紹王 （宣宗諡）                  | 允濟/永濟        | 興勝             | 完顏永濟         | 1208年－1213年   | 泰和 1208年－1209年正月 大安 1209年正月－1211年 崇慶 1212年－1213年 至寧 1213年五月－九月 |
| 宣宗             | 繼天興統述道勤仁英武聖孝皇帝       | 珣               | 吾睹補           | 完顏珣           | 1213年－1223年   | 貞祐 1213年九月－1217年九月 興定 1217年九月－1222年八月 元光 1222年八月－1223年           |
| 哀宗             | 敬天德运忠文靖武天圣烈孝莊皇帝     | 守禮/守緒        | 寧甲速           | 完顏守緒         | 1223年－1234年   | 正大 1224年－1232年正月 開興 1232年正月－四月 天興 1232年四月－1234年正月                 |
| [ m ]            | 无                                 | 承麟             | 呼敦             | 完颜承麟         | 1234年           | 盛昌 1234年正月                                                                           |